# Sony Pictures Entertainment
Sony Pictures Entertainment, Inc. (SPE), filmska i televizijska kompanija zadužena za proizvodnju i distribuciju filmova, podružnica japanske korporacije Sony.
Godine 1989. korporacija Sony otkupila je dionice koje je kompanija Coca-Cola imala u Columbia Pictures Entertaimentu, korporaciji koja se sastojala od dva filmska studija (Columbia Pictures i TriStar Pictures).

## Vanjske poveznice
- Službene stranice (engl.)
- Sony Pictures Entertainment (SPE) (us) na Internet Movie Databaseu (engl.)